# رمی پولد
رمی پولد (انگلیسی: Remy Põld؛ زادهٔ ۱۳ سپتامبر ۱۹۹۲) بازیکن بسکتبال اهل استونی است.